# Dumiatis
Dumiatis ist der Name eines keltischen Gottes der Gallier, der im Département Puy-de-Dôme verehrt wurde.
Eine Inschrift wurde auf einer Bronzetafel in einem gallo-römischen Tempelbezirk auf dem Gipfel des Puy de Dôme bei Clermont-Ferrand in der ehemaligen römischen Provinz Aquitania gefunden. Nach der Interpretatio Romana wurde er mit Mercurius gleichgesetzt.
Der Name Puy-de-Dôme geht auf das antike Toponym podium Dumiatis zurück.